# Christopher Boardman
Christopher Alan Boardman (11 de junho de 1903 Norwich - 29 de setembro de 1987) foi um velejador britânico que ganhou o ouro nos Jogos Olímpicos de Verão de 1936.
Em 1936, foi tripulante e timoneiro do barco britânico Lalage que conquistou a medalha de ouro na classe de 6 metros. Como medalha de ouro, ele foi presenteado com um vaso de carvalho que plantou em How Hill.
Na Segunda Guerra Mundial, ele serviu como oficial da Royal Naval Volunteer Reserve. Em 1940/41 ele serviu no navio Q HMS Chipre (X44) (antigo Cape Sable) e mais tarde comandou a corveta HMS Snowdrop.